# Xã Jackson, Quận Brown, Ohio
Xã Jackson (tiếng Anh: Jackson Township) là một xã thuộc quận Brown, tiểu bang Ohio, Hoa Kỳ. Năm 2010, dân số của xã này là 1.581 người.